# Lurån

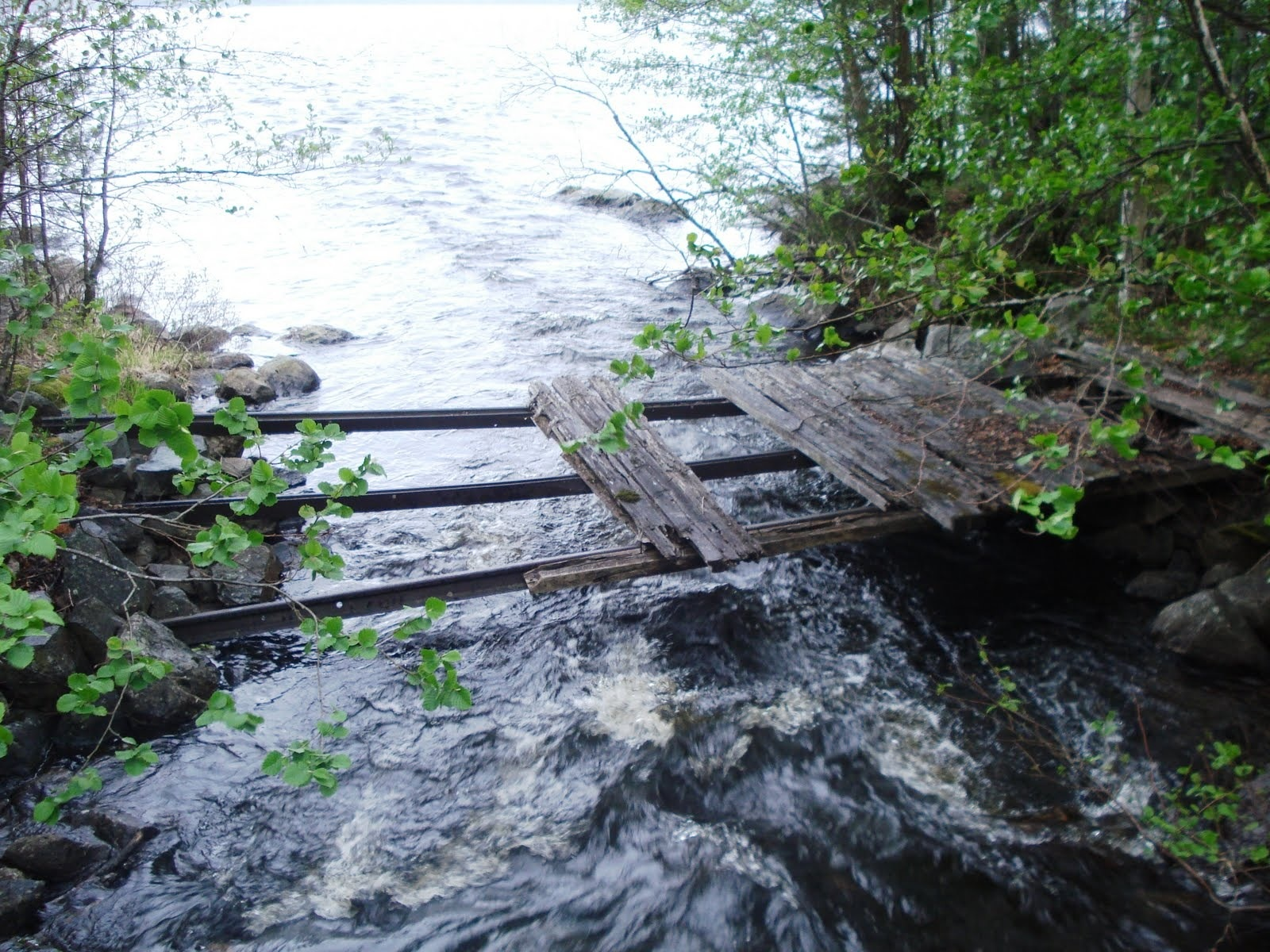
Lurån vid mynningen in i Rogsjön.

Lurån är en kort å i Falu kommun som rinner ut från Utgrycken i norr och mynnar ut i Rogsjön i söder.
Ån har varit väl utnyttjad i gångna tider för att tillvarata vattenkraft, och en mängd intressanta lämningar efter bland annat kvarnar finns att beskåda längs ån.
Lurån utgör det viktigaste reproduktionsområdet för Rogsjöns vandrande öringbestånd. Ur fiske- och friluftslivssynpunkt är området mycket värdefullt för Falu kommun samt Bjursås-Leksands fiskevårdsområdesförening. Öringens lek tid är mellan september och oktober då öring i stora mängder simmar upp ån. Enligt en rapport 2011 av Länsstyrelsen avviker Luråns öring tydligt som grupp från övriga öringbestånd i Sverige.
På grund av förekomst av den hotade flodpärlmusslan är det förbjudet att fiska i Lurån. Lurån omfattas av Natura 2000-nätverket, där det främsta syftet är att upprätthålla gynnsam bevarandestatus för flodpärlmusslan.